# Nate Allen
Nathaniel "Nate" Ray Allen (urodzony 30 listopada 1987 roku w Fort Myers w stanie Floryda) – amerykański zawodnik futbolu amerykańskiego, grający na pozycji safety. W rozgrywkach akademickich NCAA występował w drużynie University of South Florida.
W roku 2010 przystąpił do draftu NFL. Został wybrany w drugiej rundzie (37. wybór) przez zespół Philadelphia Eagles. 27 listopada 2010 roku zawodnik podpisał z nimi 4-letni kontrakt.
W pierwszym sezonie (2010) występów w zespole z Filadelfii, we wrześniu został wybrany najlepszym debiutantem miesiąca wśród graczy defensywy.